# Osten (botanika)

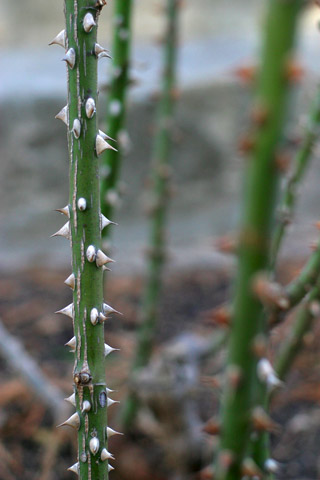
Ostny

Osten (acuelus) je špičatá vychlípenina pokožkových buněk rostlin, strukturně podobná chlupům – trichomům. Ostny se vyskytují například u maliníku, ostružiníku, růže či u srstky (angreštu). Tyto struktury slouží k obraně, případně pomáhají při popínání.
Ostny bývají nesprávně označovány jako trny, které jsou ale odlišného původu. U ostnů je totiž pichlavá část utvořena z povrchových či podpovrchových buněk pokožky. Od trnu se osten liší také tím, že lze od stonku snadno oddělit. (mnemotechnická pomůcka: oddělitelné ostny.)